# أوزورجيتي
أوزورجيتي (بالجورجية: ოზურგეთი) هي عاصمة مقاطعة غوريا الغربية الجورجية. ومركز محلي لصناعة الشاي والبندق.

## المناخ
تتمتع المدينة بمناخ شبه استوائي رطب، تهطل الأمطار بكثيرة على مدار العام. ينزل الثلج بشكل نادر ويحدث بشكل أساسي في يناير وفبراير وأوائل مارس.